# رونالد س. ديفيدسون
رونالد س. ديفيدسون هو فيزيائي كندي، ولد في 3 يوليو 1941 في الولايات المتحدة، وتوفي في 19 مايو 2016 في كرانبوري في الولايات المتحدة.